# Diospyros fulvopilosa
Diospyros fulvopilosa là một loài thực vật có hoa trong họ Thị. Loài này được Fletcher mô tả khoa học đầu tiên năm 1937.